# Zaricicea, Izeaslav
Zaricicea (în ucraineană Заріччя) este un sat în comuna Soșne din raionul Izeaslav, regiunea Hmelnîțkîi, Ucraina.

## Demografie
Componența lingvistică a localității Zaricicea
     Ucraineană (94,29%)
     Rusă (5,71%)
Conform recensământului din 2001, majoritatea populației localității Zaricicea era vorbitoare de ucraineană (94,29%), existând în minoritate și vorbitori de rusă (5,71%).